# 언박싱

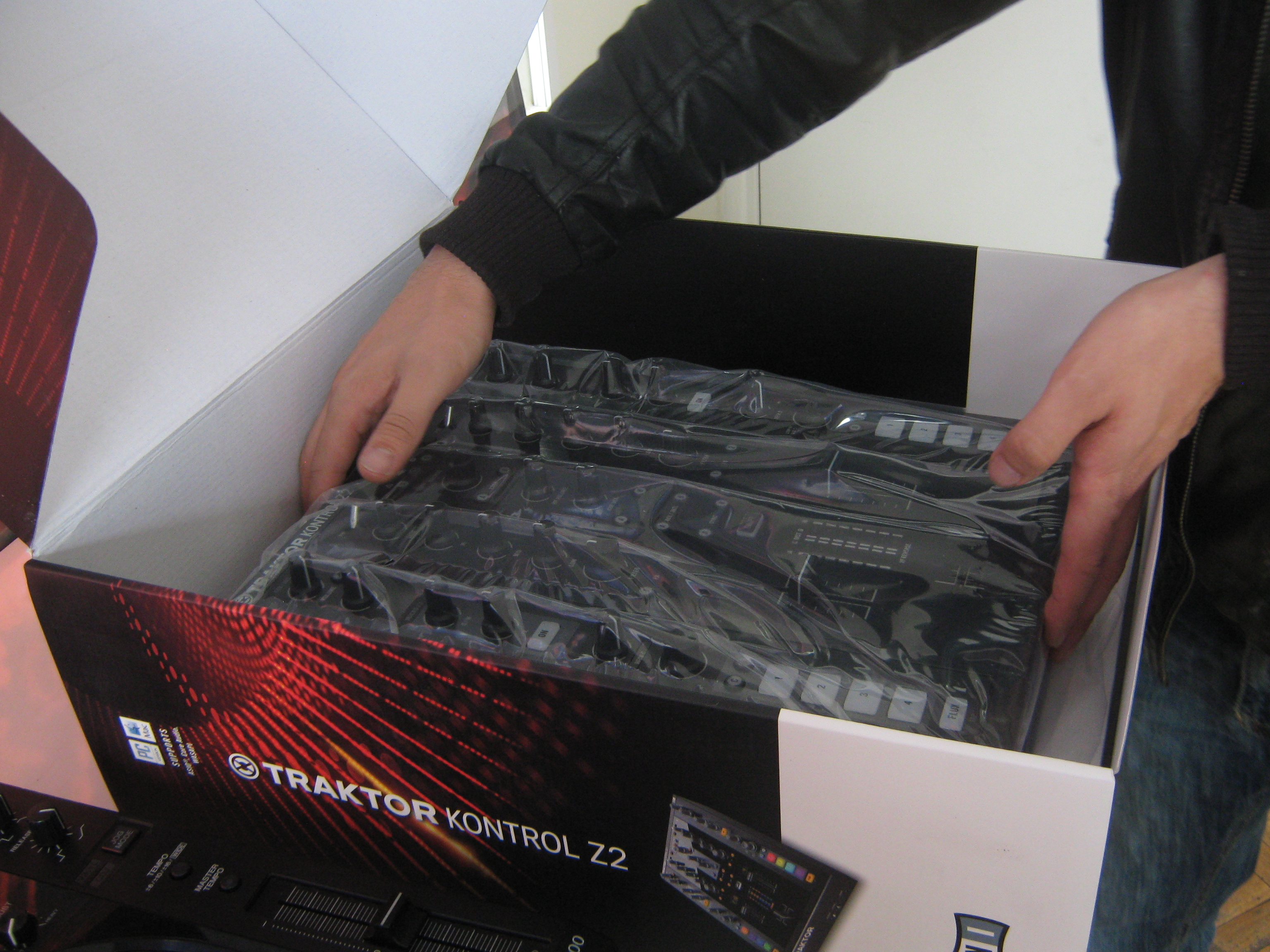
트랙터 Kontrol Z2의 언박싱 장면

언박싱(unboxing)은 소비자 제품, 특히 첨단 기기의 포장을 푸는 과정으로 이를 영상으로 녹화해 온라인에 공유한다. 비디오에는 일반적으로 제품에 대한 자세한 설명과 시연이 포함된다.
구글 트렌드에 따르면 노키아 E61 휴대폰이 등장하는 최초의 언박싱 동영상은 2006년에 등장했으며, 구글 트렌드에 따르면 그해 후반에 "언박싱"이라는 용어가 검색되기 시작했다. 처음에는 언박싱 동영상이 주로 소도구류와 패션 물건에 중점을 두었다. 하지만 트렌드가 인기를 끌면서 구매 가능한 거의 모든 제품에 언박싱 영상이 공개됐다. 2014년까지 일부 회사는 자사 제품의 언박싱 동영상을 업로드하는 것으로 알려졌고, 다른 회사는 콘텐츠 제작자에게 무료로 제품을 보냈다.
어떤 사람들은 언박싱 영상의 인기가 조작된 광고 없이 제품의 실제 모습을 제공할 수 있는 능력 때문이라고 생각한다. 고객이 무엇을 얻고 있는지 확인함으로써 더 많은 정보를 바탕으로 구매 결정을 내릴 수 있다. 일부 크리에이터는 방수 스마트폰의 수중 언박싱과 같이 특수 효과를 추가하거나 독특한 방식으로 언박싱을 만들기도 한다.
전자 상거래의 성장은 언박싱의 증가에 큰 기여를 했다. 소비자와 직접 거래하는 기업은 긍정적인 구매 경험을 창출하고 고객과 감정적으로 더 잘 소통할 수 있는 방법을 모색해 왔다. 매력적이고 멋진 포장은 고객이 언박싱 비디오를 녹화하도록 유도하여 더 많은 구매자를 회사로 유도할 가능성이 높기 때문에 포장 디자인에 대한 투자는 제품의 마케팅 자산이 되었다. 포장 제조업체는 제품 개발에서 언박싱 트렌드의 역할을 점점 더 인식하고 있으며, 더 높은 품질의 인쇄 패키지에 대한 수요를 충족하기 위해 지속적으로 기술을 개선하고 있다. 따라서 상자는 더 이상 단순한 운송 도구 및 컨테이너가 아니다. 고객에게 직접 전달되는 귀중한 마케팅 광고판이 되었다.